# Browar Leżajsk
Browar Leżajsk – browar regionalny z siedzibą w miejscowości Stare Miasto (część browaru znajduje się na w granicach administracyjnych Leżajska). 
Zakład od 1999 roku należy do spółki Grupa Żywiec S.A., która w 2023 roku podjęła decyzję o jego likwidacji. Browar Leżajsk został zamknięty 31 sierpnia 2023

## Historia
Browar wybudowany został w latach 1972−1977. Produkcję piwa rozpoczął 2 stycznia 1978 roku. Browar wybudowany został zgodnie z planem centralnym Zjednoczonego Przemysłu Piwowarskiego i Ministerstwa Przemysłu Spożywczego i Skupu. Zgodnie z tym planem wybudowano wcześniej browary w Łomży, Sierpcu i Warce, a potem jeszcze browar w Poznaniu. O lokalizacji browaru pod Leżajskiem zadecydowała dostępność w okolicy złóż wody oligoceńskiej, która bez konieczności uzdatniania nadawała się do warzenia piwa.
W 1992 r. browar wszedł w skład Zakładów Piwowarskich w Leżajsku, które jako jednoosobowa spółka Skarbu Państwa obejmowały również browar w Łańcucie, Janowie Lubelskim, Zaczerniu oraz wytwórnię pepsi-coli w Leżajsku.
Browar w Leżajsku produkował m.in. następujące rodzaje piwa jasnego pełnego:
- Resovia Bier 10,5% Blg. / do 5,0% alk.
- Małopolskie Bier 10,5% Blg. / do 5,0% alk.
- Leżajsk Bier 11,0% Blg. / do 5,0% alk.
- Kristall Bier 12,0% Blg. / do 5,3% alk.
- Kosher 12,5% Blg. / do 5,4% alk.
- Gold-Bier 12,5% Blg. / do 4,5% alk.

oraz ciemne
- Karmelowe 10,5% Blg. / do 4,5% alk.

W 1997 roku Zakłady Piwowarskie w Leżajsku należące do Skarbu Państwa zostały sprywatyzowane i sprzedane przedsiębiorstwu Towarzystwo Akcyjne Browary Polskie S.A. W 1998 roku większościowym udziałowcem browaru została spółka Brewpole B.V. W 1999 roku właścicielem zakładu został holenderski koncern Heineken. Zdolności produkcyjne zakładu wynoszą około 3 milionów hektolitrów piwa rocznie.
Widniejąca na niektórych produktach data 1525 nawiązuje do pierwszych wzmianek o warzeniu piwa w regionie.
W lutym 2023 roku Grupa Żywiec poinformowała o zamknięciu browaru w czerwcu tego samego roku i zwolnieniu 103 jego pracowników. Spółka podjęła decyzję, że po likwidacji browaru piwo pod marką Leżajsk będzie warzone w pozostałych czterech browarach Grupy Żywiec.

## Produkty
Lager
- Leżajsk Pełne 12,0% e.w. / 5,5% alk.
- Leżajsk Mocny
- Leżajsk Niepasteryzowane 5,5% alk.
- Leżajsk Rześki 4,7% alk.
- Leżajsk Krzepki
- Podkarpackie 14,0% e.w. / 6,8% alk.
- Tatra Jasne Pełne 12,0% e.w. / 5,8% alk.
- Tatra Mocne 15,1% e.w. / 7,0% alk.
- Warka Jasne Pełne
- Warka Strong
- EB  5,2% alk.
- Leżajsk chmielowe
- Leżajsk pszeniczne

## Inne informacje
- Pod koniec lat 80. XX wieku wśród młodzieżowych subkultur w Polsce modne było picie piwa Leżajsk Full, które spopularyzował swoim występem na Festiwalu w Jarocinie w 1987 roku zespół rockowy Wańka Wstańka & The Ludojades śpiewając do melodii peruwiańskiej pieśni El condor pasa: "najlepsze piwo to leżajski full gul gul gul – gul gul gul. Takiego piwa nie pił nawet król gul gul gul – leżajski full."[5]